# Allium aroides
Allium aroides — вид рослин з родини амарилісових (Amaryllidaceae); поширений у Туркменістані й Узбекистані.

## Поширення
Поширений у Туркменістані й Узбекистані.